# Keystone B-6
El Keystone B-6 fue un bombardero biplano desarrollado por Keystone Aircraft para el Cuerpo Aéreo del Ejército de los Estados Unidos, en los años 30 del siglo XX.

## Diseño y desarrollo
En 1931, el Cuerpo Aéreo del Ejército de los Estados Unidos recibió cinco modelos de preproducción (Y1B-6) del bombardero B-6. La designación "Y1B-", en contraposición a la designación "YB-", indica que los fondos de obtención estaban fuera del año fiscal normal. Dos de aquellos eran redesignaciones de LB-13; y tres eran B-3A remotorizados. El Cuerpo Aéreo ordenó 39 ejemplares de producción el 28 de abril de 1931, siendo las entregas entre agosto del mismo año y enero de 1932.
Al mismo tiempo, se emitió una orden por 25 B-4A, el mismo avión pero montando motores Pratt & Whitney en vez de los Wright Cyclone. A pesar de su número de secuencia menor, los B-4A serían entregados los últimos. Estos fueron los últimos bombarderos biplanos de tela y madera ordenados por el Cuerpo Aéreo.
Las prestaciones de los B-6A variaban poco del Martin NBS-1 ordenado en 1921. Su sucesor, el bombardero monoplano, tuvo dificultades para ser aceptado. Los Douglas Y1B-7 y Fokker XB-8 fueron originalmente diseñados como aviones de reconocimiento de alta velocidad.

## Historia operacional

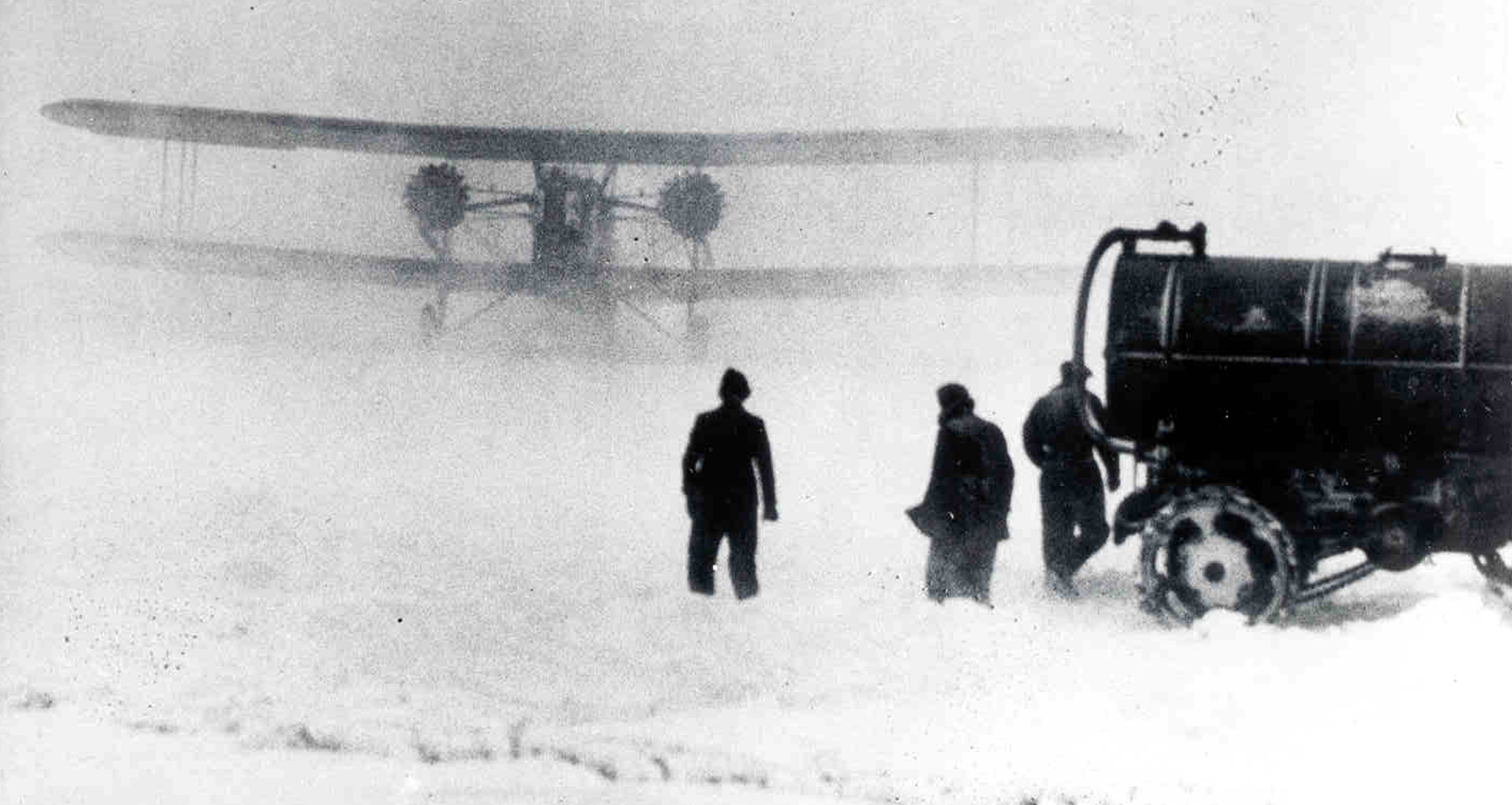
Avión de correos Keystone B-6 en tormenta de nieve, 1934.

Los B-6A, junto con los B-5A, fueron bombarderos de primera línea de los Estados Unidos durante el periodo de 1930 a 1934. Más tarde, se mantuvieron en servicio, ante todo como aviones de observación, hasta principios de los años 40.
Los aviones B-6 fueron usados, junto con muchos otros aviones del Cuerpo Aéreo del Ejército, como aviones de correos en lo que se llamó el escándalo del Correo Aéreo de 1934.
El 27 de diciembre de 1935, seis bombarderos B-6 del 23rd Bomb Squadron, basado en Hawái, lanzaron bombas para desviar una lengua de lava, del volcán Mauna Loa, lejos del puerto de Hilo.

## Variantes
LB-13
Siete aeronaves ordenadas, pero entregados como Y1B-4 e Y1B-6 con instalaciones de motor diferentes.
Y1B-6
Dos aviones de preproducción y tres B-3A convertidos; como el LB-10, pero con dos motores Wright R-1820-1 de 429 kW (575 hp).
B-6A
Versión de producción del Y1B-6, 39 construidos.

## Operadores
Estados Unidos
- Cuerpo Aéreo del Ejército de los Estados Unidos

## Especificaciones (B-6A)

### Características generales
- Tripulación: Cinco
- Longitud: 14,9 m (48,9 ft)
- Envergadura: 22,8 m (74,8 ft)
- Altura: 4,8 m (15,7 ft)
- Superficie alar: 106,4 m² (1145,3 ft²)
- Peso vacío: 3665 kg (8077,7 lb)
- Peso cargado: 6056 kg (13 347,4 lb)
- Planta motriz: 2× motor radial de 9 cilindros refrigerado por aire Wright R-1820-1.
  - Potencia: 429 kW (591 HP; 583 CV) cada uno.

### Rendimiento
- Velocidad máxima operativa (Vno): 190 km/h (118 MPH; 103 kt)
- Velocidad crucero (Vc): 166 km/h (103 MPH; 90 kt)
- Alcance: 1330 km (718 nmi; 826 mi)
- Techo de vuelo: 5029 m (16 499 ft)
- Régimen de ascenso: 3 m/s (591 ft/min)
- Carga alar: 56,9 kg/m² (11,7 lb/ft²)
- Potencia/peso: 0,0861 hp/lb (142 W/kg)

### Armamento
- Ametralladoras: 

  - 3 Browning de 7,62 mm
- Bombas: 

  - 1100 kg (1800 kg en trayectos cortos)

## Aeronaves relacionadas

### Desarrollos relacionados
- Keystone B-3
- Keystone B-4
- Keystone B-5

### Secuencias de designación
- Secuencia LB-_ (Bombarderos Ligeros del USAAS/USAAC, 1924-1926): ← LB-10 - LB-11 - LB-12 - LB-13 - LB-14
- Secuencia B-_ (Bombarderos del USAAC/USAAF/USAF, 1926-1962): ← B-3 - B-4 - B-5 - B-6 - B-7 - B-8 - B-9 →